# Rază verde

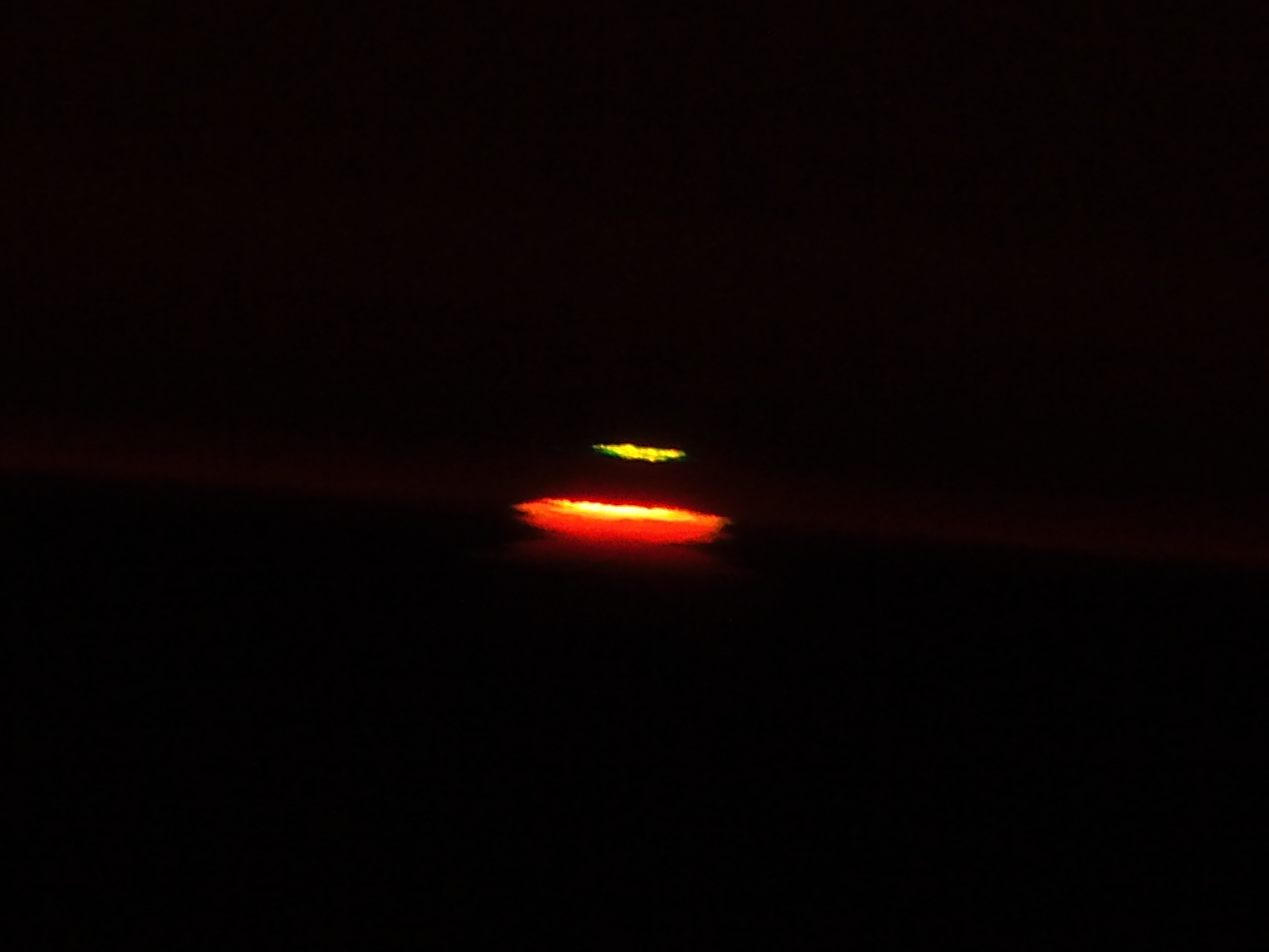
Raza verde observată la 14 noiembrie 2013 la Observatorul La Silla (ESO).

Raza verde (în engleză green flash, iar în franceză rayon vert) este un fotometeor rar care poate fi observat la răsăritul și la apusul Soarelui și care ia forma unui punct verde vizibil câteva secunde deasupra imaginii astrului, în timp ce acesta se află, în mare parte, sub orizont. Un asemenea fenomen poate fi observat și cu Luna. 

## Observare
Pentru a observa raza verde, cerul trebuie să fie senin și lipsit de praf și de alte particule. Prezența unui anticiclon facilitează observarea fenomenului mulțumită unei presiuni atmosferice înalte (deci o densitate a aerului mai importantă). În sfârșit, linia orizontului trebuie să fie cât mai îndepărtată, pentru ca razele Soarelui să traverseze cea mai mare distanță posibilă prin atmosferă, înainte de a ajunge la ochiul observatorului. Din aceste motive, razele verzi se observă cel mai bine la joasă altitudine, acolo unde orizontul este degajat, de exemplu în fața unui ocean.
Pentru a prelungi timpul de observație, se poate începe fiind în poziția de așezat, apoi, când raza apare, începi să te ridici încet. Pentru a evita o scurtă orbire datorată ultimelor licăriri galbene sau roșii, ceea ce poate conduce la impresia de a vedea o falsă rază verde, prin contrast (culoare complementară), trebuie să te întorci cu spatele și să revii în ultimul moment. 

## Galerie de fotografii

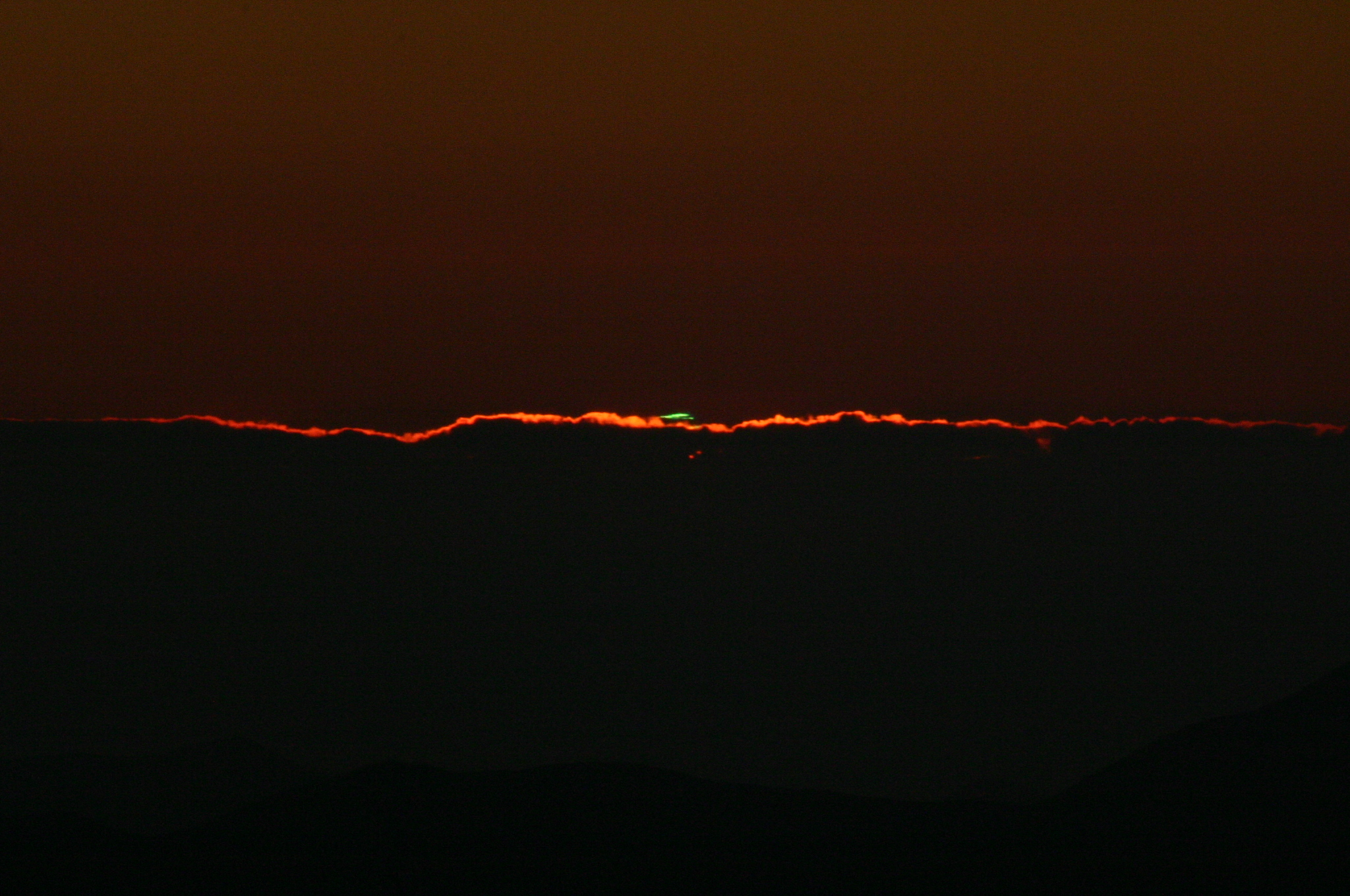
Rază verde observată la 15 octombrie 2005 la Observatorul La Silla (ESO).
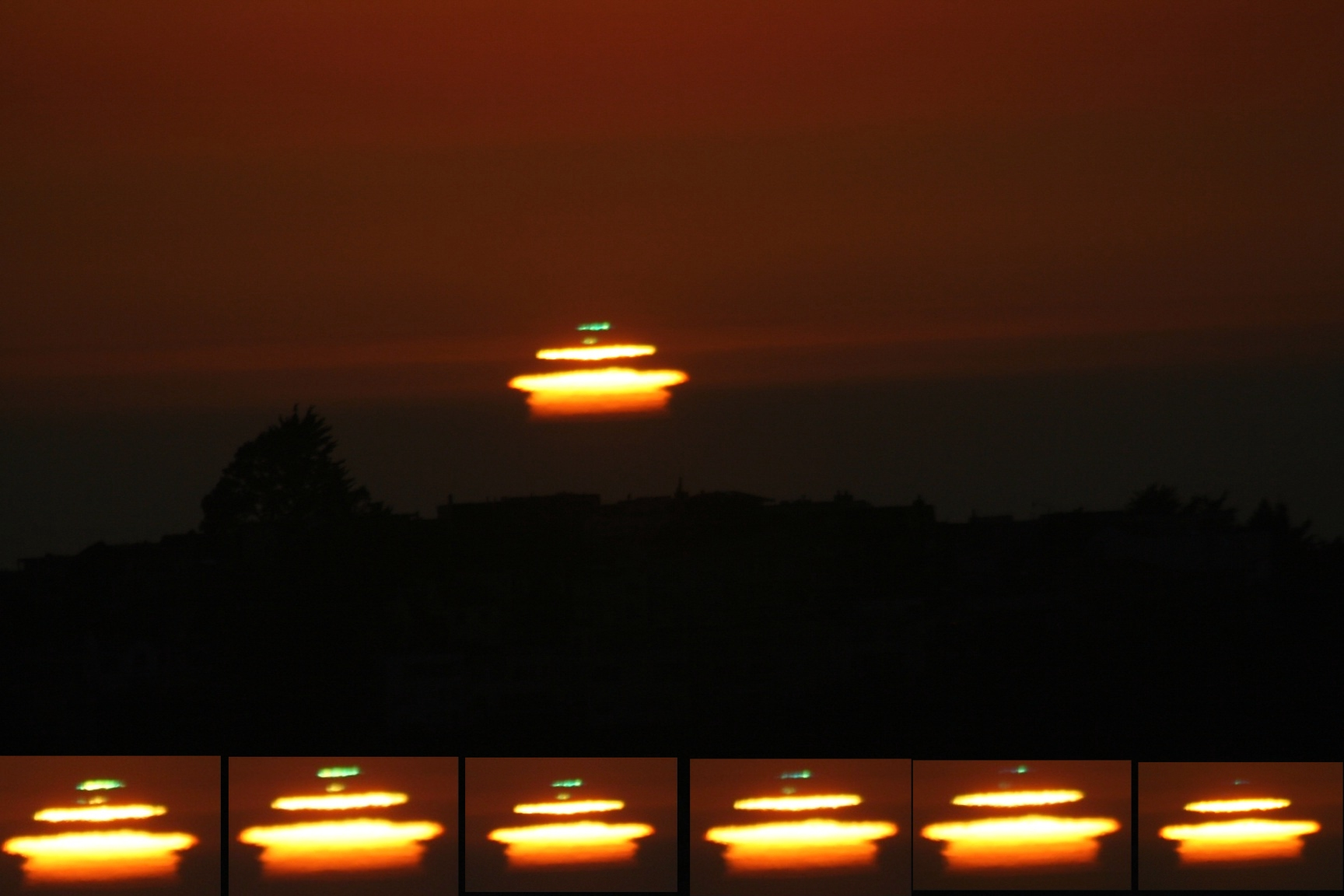
Rază verde observată la San Francisco, le 17 septembrie 2006.
Rază verde lunară observată la VLT, la Cerro Paranal, la 2600 de metri altitudine, în deșertul Atacama, în Chile.
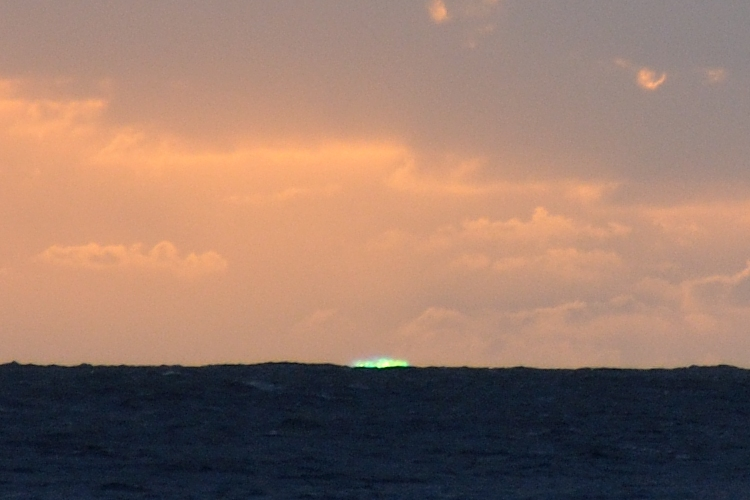
Rază verde observată la Union (Antile), la 28 noiembrie 2013.

## Explicarea fenomenului
Raza verde este un fenomen optic atmosferic produs prin conjugarea a două fenomene diferite. Refracția atmosferică fiind mai mult sau mai puțin marcată urmând lungimile de undă, partea roșie a spectrului astrului la orizont este mai puțin refractată decât partea verde si albastră a spectrului electromagnetic vizibil. Razele roșii sunt atunci ascunse sub orizont ori sunt razante la nivelul solului.
În același timp, dispersia Rayleigh atenuează partea albastră a spectrului vizibil. Doar razele verzi ating atunci ochiul observatorului. 

## Rază verde artificială

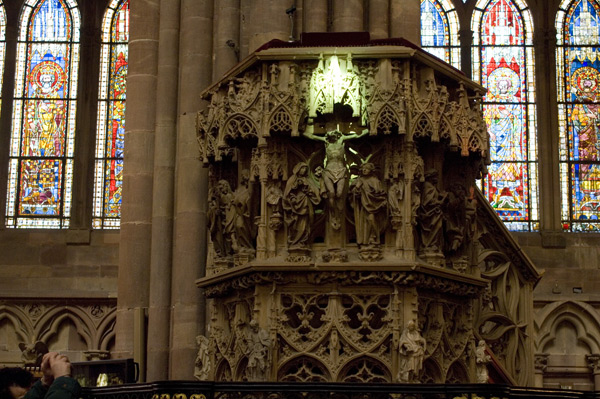
Catedrala din Strasbourg, Franța
Raza verde pe porțiunea amvonului care se află deasupra statuii lui Hristos
la 11 h 38, la echinocțiul de primăvară și la 12 h 24, la echinocțiul de toamnă.

Unii vorbesc despre o « rază verde » pentru a desemna un fenomen optic care se produce la echinocții în Catedrala Notre-Dame din Strasbourg, care proiectează pe amvon o pată de lumină verde. Această lumină este produsă de razele solare care trec printr-o piesă a unui vitraliu al triforiului meridional, care îl reprezentă pe patriarhul Iuda. Vitraliul datează din 1875, însă primele mențiuni ale acestei raze verzi sunt mult posterioare. Fenomenul observat în prezent se manifestă după o restaurare făcută între anii 1950 și 1971.
În 2022, probabil la cererea clerului local, Direcția Regională pentru Afaceri Culturale din Strasbourg a aplicat o patină reversibilă pe sticla transparentă a Piciorului lui Iuda, eliminând temporar acest fenomen. Au fost întreprinse acțiuni în justiție pentru restaurarea razei verzi. Cauza se află în prezent în fața Curții Administrative de Apel din Nancy.

## În literatură și artă
- Raza verde (în franceză Le Rayon vert), roman de Jules Verne din 1882, în care eroina caută să observe acest fenomen atmosferic. Cauzele posibile pe care le avansează nu sunt, totuși, exacte, fenomenul nefiind datorat unei iluzii optice, ci refracției luminii în atmosferă.
- Le Rayon vert, instalație de Marcel Duchamp realizată pentru « Exposition internationale du surréalisme » în 1947 la Galerie Maeght din Paris (operă pierdută, documentată de fotografie)[9]
- Raza verde, film de Éric Rohmer din 1986 a cărei ultimă scenă permite tocmai observarea unui asemenea fenomen.
- Raza verde (bandă desenată, 1987 și 2009), album de Frédéric Boilet apărut la Impressions nouvelles, în care fenomenul razei verzi joacă un rol esențial.
- O legendă asociază raza verde cu trecerea din lumea celor morți în lumea celor vii, așa cum este ilustrat în filmul Pirații din Caraibe: La capătul lumii.